# Sara Álvarez
Sara Álvarez Menéndez (Madrid, 10 de julio de 1975) es una deportista española que compitió en judo. Ganó tres medallas en el Campeonato Mundial de Judo entre los años 1997 y 2001, y cinco medallas en el Campeonato Europeo de Judo entre los años 1998 y 2004.
Participó en tres Juegos Olímpicos de Verano entre los años 1996 y 2004, su mejor actuación fue un séptimo puesto logrado en Atlanta 1996 en la categoría de –61 kg.

## Palmarés internacional
| Campeonato Mundial | Campeonato Mundial       | Campeonato Mundial | Campeonato Mundial |
| Año                | Lugar                    | Medalla            | Categoría          |
| ------------------ | ------------------------ | ------------------ | ------------------ |
| 1997               | París (Francia)          | Medalla de bronce  | –61 kg             |
| 1999               | Birmingham (Reino Unido) | Medalla de bronce  | –63 kg             |
| 2001               | Múnich (Alemania)        | Medalla de plata   | –63 kg             |
| Campeonato Europeo |                          |                    |                    |
| Año                | Lugar                    | Medalla            | Categoría          |
| 1998               | Oviedo (España)          | Medalla de plata   | –63 kg             |
| 1999               | Bratislava (Eslovaquia)  | Medalla de bronce  | –63 kg             |
| 2000               | Breslavia (Polonia)      | Medalla de bronce  | –63 kg             |
| 2003               | Düsseldorf (Alemania)    | Medalla de oro     | –63 kg             |
| 2004               | Bucarest (Rumania)       | Medalla de oro     | –63 kg             |

## Premios, reconocimientos y distinciones
- Medalla de Bronce de la Real Orden del Mérito Deportivo, otorgada por el Consejo Superior de Deportes (1999)